# Lijst van voetbalinterlands Brazilië - Italië (vrouwen)
Deze lijst van voetbalinterlands is een overzicht van alle officiële voetbalinterlands tussen de nationale vrouwenteams van Brazilië en Italië. De landen hebben tot nu toe zeven keer tegen elkaar gespeeld.

## Wedstrijden
| № | Plaats       | Datum            | Competitie                                     | Wedstrijd         | Uitslag |
| - | ------------ | ---------------- | ---------------------------------------------- | ----------------- | ------- |
| 1 | Chicago      | 24 juni 1999     | WK 1999                                        | Brazilië − Italië | 2 − 0   |
| 2 | Suwon        | 15 juni 2008     | Vriendschappelijk                              | Brazilië − Italië | 2 − 1   |
| 3 | São Paulo    | 8 december 2011  | International Women's Football Tournament 2011 | Brazilië − Italië | 5 − 1   |
| 4 | Manaus       | 14 december 2016 | International Women's Football Tournament 2016 | Brazilië − Italië | 3 − 1   |
| 5 | Manaus       | 18 december 2016 | International Women's Football Tournament 2016 | Brazilië − Italië | 5 − 3   |
| 6 | Valenciennes | 18 juni 2019     | WK 2019                                        | Italië − Brazilië | 0 − 1   |
| 7 | Genua        | 10 oktober 2022  | Vriendschappelijk                              | Italië − Brazilië | 0 − 1   |

## Samenvatting
| Competitie                                | Totaal gespeeld | Winst Brazilië | Gelijk | Winst Italië | Doelsaldo Brazilië – Italië |
| ----------------------------------------- | --------------- | -------------- | ------ | ------------ | --------------------------- |
| WK-eindronde                              | 2               | 2              | 0      | 0            | 3 − 0                       |
| International Women's Football Tournament | 3               | 3              | 0      | 0            | 13 − 5                      |
| Vriendschappelijk                         | 2               | 2              | 0      | 0            | 3 − 1                       |
| Totaal                                    | 7               | 7              | 0      | 0            | 19 − 6                      |